# Keirin féminin aux Jeux olympiques d'été de 2020
Navigation
Rio 2016 Paris 2024
Le keirin féminin, épreuve de cyclisme sur piste des Jeux olympiques d'été de 2020, a lieu du 4 au 5 août 2021 sur le Vélodrome d'Izu, situé à Izu (Japon), à 120 kilomètres de Tokyo.

## Format de compétition
Les courses de keirin impliquent jusqu'à 7 cyclistes chacune (bien que le format 2020 n'ait pas de courses avec plus de 6 cyclistes). Les cyclistes suivent une moto pendant 3 tours (750 m) ; la moto se retire alors et les cyclistes ont 3 tours pour se départager. La moto démarre à 30 km/h et augmente progressivement sa vitesse jusqu'à 50 km/h avant de s'écarter.

## Résultats

### Premier tour
Le premier tour consiste en quatre séries de six cyclistes et une de cinq. Les deux premières de chaque série (10 au total) se qualifient pour le deuxième tour, tandis que toutes les autres (19 cyclistes) vont en repêchage.
Série 1
| Rang | Cycliste            | Nation          | Écart  | Notes |
| ---- | ------------------- | --------------- | ------ | ----- |
| 1    | Laurine van Riessen | Pays-Bas        |        | Q     |
| 2    | Zhong Tianshi       | Chine           | +0.174 | Q     |
| 3    | Lee Hye-jin         | Corée du Sud    | +0.371 |       |
| 4    | Jessica Lee Hoi-yan | Hong Kong       | +0.445 |       |
| 5    | Katy Marchant       | Grande-Bretagne | DSQ    |       |

Série 2
| Rang | Cycliste          | Nation         | Écart  | Notes |
| ---- | ----------------- | -------------- | ------ | ----- |
| 1    | Lea Friedrich     | Allemagne      |        | Q     |
| 2    | Daria Shmeleva    | ROC            | +0.102 | Q     |
| 3    | Lee Wai-sze       | Hong Kong      | +0.188 |       |
| 4    | Charlene du Preez | Afrique du Sud | +0.309 |       |
| 5    | Coralie Demay     | France         | +0.425 |       |
| 6    | Miglė Marozaitė   | Lituanie       | +1.364 |       |

Série 3
| Rang | Cycliste           | Nation    | Écart  | Notes |
| ---- | ------------------ | --------- | ------ | ----- |
| 1    | Kelsey Mitchell    | Canada    |        | Q     |
| 2    | Daniela Gaxiola    | Mexique   | +0.100 | Q     |
| 3    | Anastasiia Voinova | ROC       | +0.119 |       |
| 4    | Bao Shanju         | Chine     | +0.206 |       |
| 5    | Emma Hinze         | Allemagne | +0.310 |       |
| 6    | Lyubov Basova      | Ukraine   | +0.554 |       |

Série 4
| Rang | Cycliste            | Nation           | Écart  | Notes |
| ---- | ------------------- | ---------------- | ------ | ----- |
| 1    | Olena Starikova     | Ukraine          |        | Q     |
| 2    | Yuka Kobayashi      | Japon            | +0.070 | Q     |
| 3    | Shanne Braspennincx | Pays-Bas         | +0.105 |       |
| 4    | Ellesse Andrews     | Nouvelle-Zélande | +0.182 |       |
| 5    | Marlena Karwacka    | Pologne          | +0.400 |       |
| 6    | Simona Krupeckaitė  | Lituanie         | +1.093 |       |

Série 5
| Rang | Cycliste         | Nation     | Écart  | Notes |
| ---- | ---------------- | ---------- | ------ | ----- |
| 1    | Lauriane Genest  | Canada     |        | Q     |
| 2    | Madalyn Godby    | États-Unis | +0.075 | Q     |
| 3    | Urszula Łoś      | Pologne    | +0.159 |       |
| 4    | Kaarle McCulloch | Australie  | +0.365 |       |
| 5    | Yuli Verdugo     | Mexique    | +0.440 |       |
| 6    | Mathilde Gros    | France     | +1.126 |       |

### Repêchage du premier tour
Ce tour consiste trois séries de cinq cyclistes et une de quatre. Les deux premières de chaque série (8 au total) rejoignent le deuxième tour, tandis que les 11 cyclistes restantes sont éliminées.
Série 1
| Rang | Cycliste            | Nation           | Écart  | Notes |
| ---- | ------------------- | ---------------- | ------ | ----- |
| 1    | Ellesse Andrews     | Nouvelle-Zélande |        | Q     |
| 2    | Lyubov Basova       | Ukraine          | +0.074 | Q     |
| 3    | Lee Hye-jin         | Corée du Sud     | +0.133 |       |
| 4    | Jessica Lee Hoi-yan | Hong Kong        | +1.005 |       |
| 5    | Miglė Marozaitė     | Lituanie         | +1.241 |       |

Série 2
| Rang | Cycliste           | Nation    | Écart  | Notes |
| ---- | ------------------ | --------- | ------ | ----- |
| 1    | Lee Wai-sze        | Hong Kong |        | Q     |
| 2    | Kaarle McCulloch   | Australie | +0.136 | Q     |
| 3    | Simona Krupeckaitė | Lituanie  | +0.554 |       |
| 4    | Yuli Verdugo       | Mexique   | +0.601 |       |
| 5    | Bao Shanju         | Chine     | +0.620 |       |

Série 3
| Rang | Cycliste           | Nation          | Écart  | Notes |
| ---- | ------------------ | --------------- | ------ | ----- |
| 1    | Katy Marchant      | Grande-Bretagne |        | Q     |
| 2    | Mathilde Gros      | France          | +0.137 | Q     |
| 3    | Anastasiia Voinova | ROC             | +0.143 |       |
| 4    | Marlena Karwacka   | Pologne         | +0.243 |       |
| 5    | Charlene du Preez  | Afrique du Sud  | +0.351 |       |

Série 4
| Rang | Cycliste            | Nation    | Écart  | Notes |
| ---- | ------------------- | --------- | ------ | ----- |
| 1    | Shanne Braspennincx | Pays-Bas  |        | Q     |
| 2    | Emma Hinze          | Allemagne | +0.005 | Q     |
| 3    | Urszula Łoś         | Pologne   | +0.119 |       |
| 4    | Coralie Demay       | France    | +0.603 |       |

### Quarts de finale
Ce tour consiste en trois séries de six cyclistes chacune. Les quatre premières cyclistes de chaque série (12 au total) se qualifient pour les demi-finales, tandis que les six autres  sont éliminées.
Série 1
| Rang | Cycliste            | Nation          | Écart   | Notes |
| ---- | ------------------- | --------------- | ------- | ----- |
| 1    | Lee Wai-sze         | Hong Kong       |         | Q     |
| 2    | Olena Starikova     | Ukraine         | +0.029  | Q     |
| 3    | Daria Shmeleva      | ROC             | +0.086  | Q     |
| 4    | Emma Hinze          | Allemagne       | +0.490  | Q     |
| 5    | Katy Marchant       | Grande-Bretagne | +41.527 |       |
| 6    | Laurine van Riessen | Pays-Bas        | DNF     |       |

Série 2
| Rang | Cycliste            | Nation           | Écart  | Notes |
| ---- | ------------------- | ---------------- | ------ | ----- |
| 1    | Shanne Braspennincx | Pays-Bas         |        | Q     |
| 2    | Ellesse Andrews     | Nouvelle-Zélande | +0.052 | Q     |
| 3    | Daniela Gaxiola     | Mexique          | +0.084 | Q     |
| 4    | Lauriane Genest     | Canada           | +0.094 | Q     |
| 5    | Mathilde Gros       | France           | +0.312 |       |
| 6    | Lea Friedrich       | Allemagne        | +0.313 |       |

Série 3
| Rang | Cycliste         | Nation     | Écart  | Notes |
| ---- | ---------------- | ---------- | ------ | ----- |
| 1    | Kelsey Mitchell  | Canada     |        | Q     |
| 2    | Kaarle McCulloch | Australie  | +0.136 | Q     |
| 3    | Zhong Tianshi    | Chine      | +0.152 | Q     |
| 4    | Lyubov Basova    | Ukraine    | +0.354 | Q     |
| 5    | Madalyn Godby    | États-Unis | +0.434 |       |
| 6    | Yuka Kobayashi   | Japon      | +0.447 |       |

### Demi-finales
Ce tour consiste en deux séries de six cyclistes chacune. Les trois premières cyclistes de chaque série (6 au total) accèdent à la finale pour les médailles, tandis que les trois dernières vont jouer la finale de classement 7-12.
Série 1
| Rang | Cycliste        | Nation           | Écart  | Notes |
| ---- | --------------- | ---------------- | ------ | ----- |
| 1    | Olena Starikova | Ukraine          |        | Q     |
| 2    | Ellesse Andrews | Nouvelle-Zélande | +0.017 | Q     |
| 3    | Lyubov Basova   | Ukraine          | +0.071 | Q     |
| 4    | Daniela Gaxiola | Mexique          | +0.097 |       |
| 5    | Lee Wai-sze     | Hong Kong        | +0.153 |       |
| 6    | Zhong Tianshi   | Chine            | +0.322 |       |

Série 2
| Rang | Cycliste            | Nation    | Écart  | Notes |
| ---- | ------------------- | --------- | ------ | ----- |
| 1    | Shanne Braspennincx | Pays-Bas  |        | Q     |
| 2    | Kelsey Mitchell     | Canada    | +0.277 | Q     |
| 3    | Lauriane Genest     | Canada    | +0.315 | Q     |
| 4    | Daria Shmeleva      | ROC       | +0.320 |       |
| 5    | Kaarle McCulloch    | Australie | +0.400 |       |
| 6    | Emma Hinze          | Allemagne | +0.814 |       |

### Finales

#### Petite finale
| Rang | Cycliste         | Nation    | Écart  | Notes |
| ---- | ---------------- | --------- | ------ | ----- |
| 7    | Emma Hinze       | Allemagne |        |       |
| 8    | Lee Wai-sze      | Hong Kong | +0.043 |       |
| 9    | Kaarle McCulloch | Australie | +0.097 |       |
| 10   | Daria Shmeleva   | ROC       | +0.163 |       |
| 11   | Daniela Gaxiola  | Mexique   | +0.617 |       |
| 12   | Zhong Tianshi    | Chine     | +0.729 |       |

#### Finale
| Rang               | Cycliste            | Nation           | Écart  | Notes |
| ------------------ | ------------------- | ---------------- | ------ | ----- |
| Médaille d'or      | Shanne Braspennincx | Pays-Bas         |        |       |
| Médaille d'argent  | Ellesse Andrews     | Nouvelle-Zélande | +0.061 |       |
| Médaille de bronze | Lauriane Genest     | Canada           | +0.148 |       |
| 4                  | Olena Starikova     | Ukraine          | +0.396 |       |
| 5                  | Kelsey Mitchell     | Canada           | +0.566 |       |
| 6                  | Lyubov Basova       | Ukraine          | +0.580 |       |